# Geffen (plaats)
Geffen (Brabants: Geffe) is een dorp  in de gemeente Oss in de Nederlandse provincie Noord-Brabant. Het dorp behoort tot het Kwartier van Maasland van de Meierij van 's-Hertogenbosch. Tot 1993 was het een zelfstandige gemeente van 1.407 ha. Geffen had per 1 januari 2023 5.095 inwoners.

## Toponymie
De naam Geffen werd in vroegere geschriften gespeld als "Ghiffen" of "Gheneffen". Gheneffen is waarschijnlijk afgeleid van "gen" + "effa", wat betekent "aan de waterkant".

## Geschiedenis
Archeologische vondsten hebben bewezen dat het gebied rond Geffen al sinds de late steentijd is bewoond (2000 v. Chr.).
De exacte stichtingsdatum van Geffen is onbekend. Waarschijnlijk is het dorp ontstaan uit een groepje nabijgelegen boerderijen. Op 1 oktober 1246 werd Geffen voor het eerst genoemd in officiële documenten. In dat jaar had een zekere Bosschenaar, Gozewijn Kok, land te leen "te Geffene". In 1298 werd Geffen voor het eerst officieel als plaatsnaam genoemd. Hertog Jan II van Brabant verleende in dat jaar gemeenterechten aan de bewoners van Geffen. In 1303 werden de gronden zelfs aan de bewoners verkocht. Een document van 24 februari 1356 gaf richtlijnen omtrent de bestuurlijke organisatie. Vanaf de 15e eeuw vormde Geffen een heerlijkheid. In 1445 was er sprake van een officiële schepenbank. De Heer van Geffen resideerde na omstreeks 1500 in het kasteel dat dicht bij Nuland was gelegen. Dit kasteel is geheel verwoest tijdens de Franse inval aan het einde van de 18e eeuw. Tegenwoordig bestaat alleen de slotgracht nog. De hoeve ter plaatse heet nog steeds van Vladeracken, naar het geslacht dat daar enige tijd heerste.
Op 26 januari 1512 werd Geffen platgebrand door de Geldersen.

### De kerk
De oudst bekende vermelding van een kerk in Geffen is van 1290. Deze zou aan Sint-Trudo zijn gewijd, maar later werd Maria Magdalena de patroonheilige.
Omstreeks 1450 is de toren gebouwd van de imposante gotische Maria Magdalenakerk. Het schip kwam enige decennia later gereed. Vele branden en overstromingen hebben dit kerkgebouw in de loop der tijden geteisterd. Toen de troepen van Karel van Gelre in 1487 een deel van Geffen in brand staken werd ook het kerkgebouw grotendeels verwoest. Maar ook in 1512 werden door de Geldersen verwoestingen aangericht. De herbouw vond plaats na 1531 en daarbij werden veel materialen van de oudere kerk gebruikt. Tussen 1590 en 1605 vonden opnieuw krijgshandelingen plaats tijdens de Tachtigjarige Oorlog. Hierna ging men verder met het herstel, en het jaartal 1607 in een van de balken toont dat aan. Het tot dan toe bestaande strodak werd toen door een pannendak vervangen.
Na de Vrede van Münster in 1648 werd het katholieke geloof verboden en ging de kerk over in protestantse handen. In het begin van de 19e eeuw werd het gebouw teruggegeven aan de katholieken. Architect Caspar Franssen breidde de kerk in 1893 uit. Hierbij werd het koor verhoogd en het middenschip verbouwd. De houten kapconstructie bleef hierbij voor het grootste deel gespaard. In oktober 1944 liep de kerk echter grote schade op vanwege artilleriebeschietingen, maar ze werd hersteld.

### Na de 18e eeuw

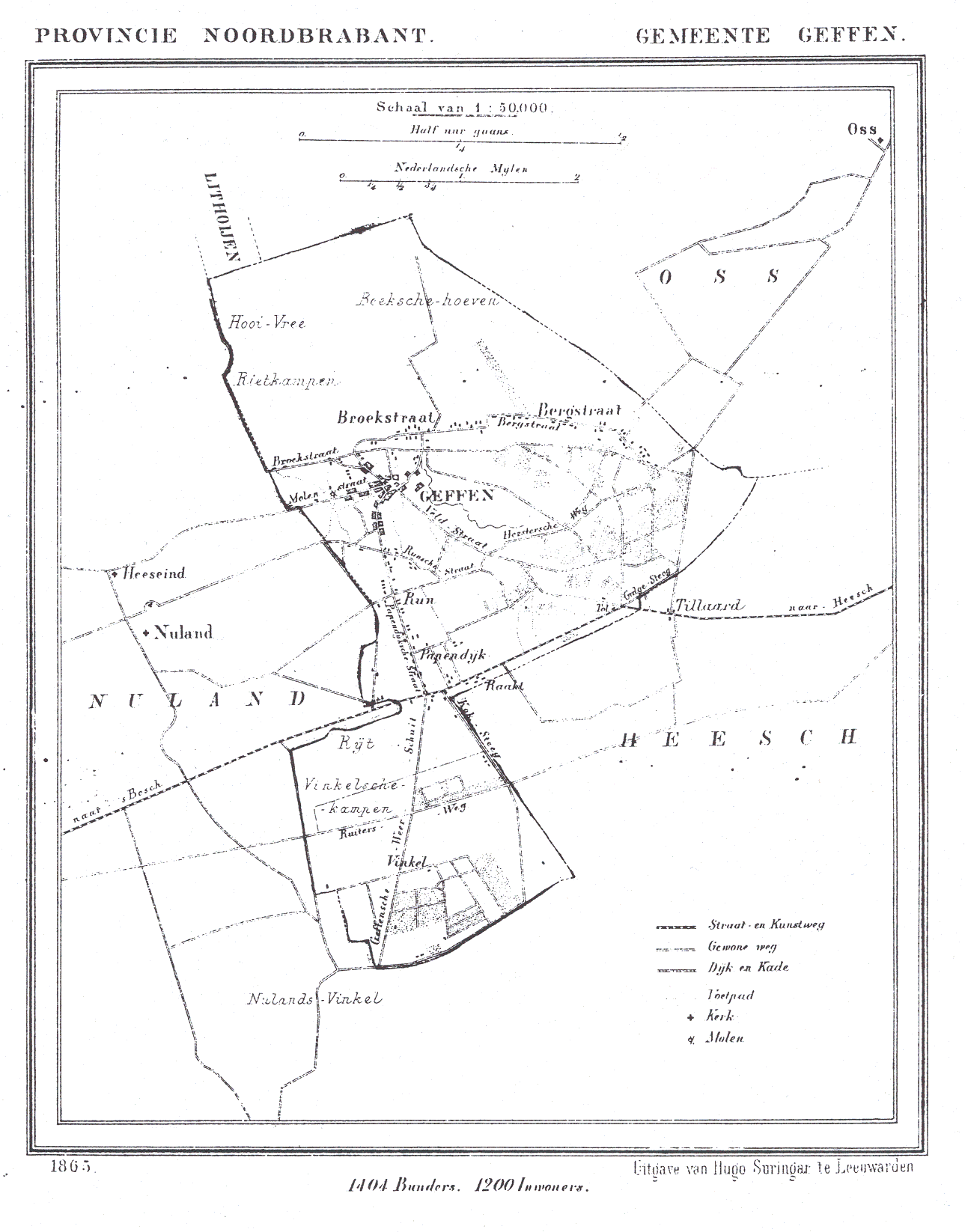
Geffen in 1865

In 1813 vond in de gemeente een gevecht plaats tussen Pruisische troepen en het Franse garnizoen van Grave, waarbij enkele soldaten sneuvelden. Een doorbraak van de dijk die het water, dat vanwege de Beerse Overlaat ten zuiden van de Maas stroomde, moest tegenhouden, zorgde er in december 1833 voor dat de gehele gemeente onder water kwam te staan.
In 1865 had Geffen ongeveer 1200 inwoners. Het was weinig ontwikkeld en de meeste mensen bedreven de landbouw. Dit gebeurde voornamelijk op de uitgestrekte polder ten noorden van Geffen, toentertijd gekenmerkt door strookverkaveling. De bebouwing beperkte zich tot huizen en boerderijen langs lange onverharde wegen. Voorzieningen waren uiteraard ook beperkt tot de basisbehoeften. Zo was er een bakker, een dorpspomp, een café en natuurlijk een brouwerij. De “infrastructuur” bestond voornamelijk uit onverharde wegen. Wel liep er ten zuiden van Geffen een oude verharde, napoleontische weg van 's-Hertogenbosch naar Nijmegen. Op die weg werd door de Geffenaren ook tol geheven. De naam van het wegrestaurant langs de A59, “De Geffense Barrière” herinnert nog aan deze bezigheid. Ook strekte zich in die tijd een strook woeste grond uit van Geffen tot Heesch.
Omstreeks 1870 werd de windmolen De Vlijt uit Boxtel overgeplaatst naar Geffen. Na aanvankelijk aan de Rijksweg te hebben gestaan, werd de molen overgeplaatst naar de Molenstraat. In 1977 werd ze grondig gerestaureerd en herbouwd aan de Groenstraat.
In 1895 was het dorp niet zo veel veranderd ten opzichte van voorgaande eeuwen. Wel was de dorpskern meer geconcentreerd en iets uitgebreid. Daarnaast was er meer verscheidenheid aan werkgelegenheid. Zo is er een marechausseekazerne gebouwd aan de rand van het dorp. Daarbij gingen veel voormalige boeren en landarbeiders nu naar Oss om in de margarinefabrieken te gaan werken. Oss was in de tussentijd gegroeid door de margarineproductie en -handel. Die was daar ontstaan door toedoen van de Geffenaar Simon van den Bergh, die hiermee een van de grondleggers van Unilever was. Ook liep er inmiddels een spoorlijn langs de noordkant van Geffen. Er kwam een spoorwegstation en een verharde weg door het dorp die leidde naar de rijksstraatweg tussen 's-Hertogenbosch en Nijmegen. De landbouw is weinig veranderd; nog steeds de typische strookverkaveling. Recreatie bestond nog niet en de woeste gronden waren nog grotendeels intact.

### De Tweede Wereldoorlog
Geffen heeft relatief weinig te lijden gehad van de oorlogshandelingen tijdens de Tweede Wereldoorlog. Doordat de Geffense kerktoren als Brits uitkijkpunt zou kunnen fungeren deden de Duitsers enkele pogingen om deze neer te halen. In de nacht van 4 oktober probeerden ze de kerktoren met explosieven op te blazen. Dit lukte deels; de traptoren werd weggevaagd. In de nacht van 10 op 11 oktober vielen de Duitsers wederom aan, ditmaal massaal. Tijdens deze nachtelijke aanval (door de Britse troepen de 'Hel van Geffen' genoemd) vonden ten minste dertien Duitse- en één Britse soldaat de dood. De aanval mislukte en Geffen bleef in Britse handen.
De bevolking werd 's ochtends geëvacueerd met het oog op een herhaling. Gelukkig bleef dit uit. Op 22 oktober lanceerden de geallieerden, vanuit Geffen, een grote aanval op Den Bosch. Hierna kon de bevolking terugkeren. Ze trof een half verwoest kerkgebouw aan. Aanvankelijk werd het dak van de rechterzijbeuk met stro gedicht. Ook het orgel was totaal vernield. Tijdens de kerstdagen van 1944 luidde wederom de grote klok. Deze was door de Duitsers in januari 1943 gevorderd, en was nu met hulp van Canadese troepen uit Tilburg teruggehaald. Met Pasen 1948 was de kerk weer hersteld, alleen het gewelf van de vernielde zijbeuk was provisorisch gerepareerd.
In totaal kwamen 16 Geffenaren tijdens de Tweede Wereldoorlog om het leven, waaronder zes leden van de Joodse familie Van Dijk. Zij werden in 1943 in het vernietigingskamp Sobibór omgebracht. Op 1 december 2016 werden zes Stolpersteine geplaatst ter nagedachtenis. Kunstenaar Gunter Demnig kwam hier speciaal voor naar Geffen.
In het boek 'Zoiets dè vergitte nie' (2012) worden de gebeurtenissen van het dorp Geffen in de Tweede Wereldoorlog uitvoerig beschreven.

### Na de Tweede Wereldoorlog

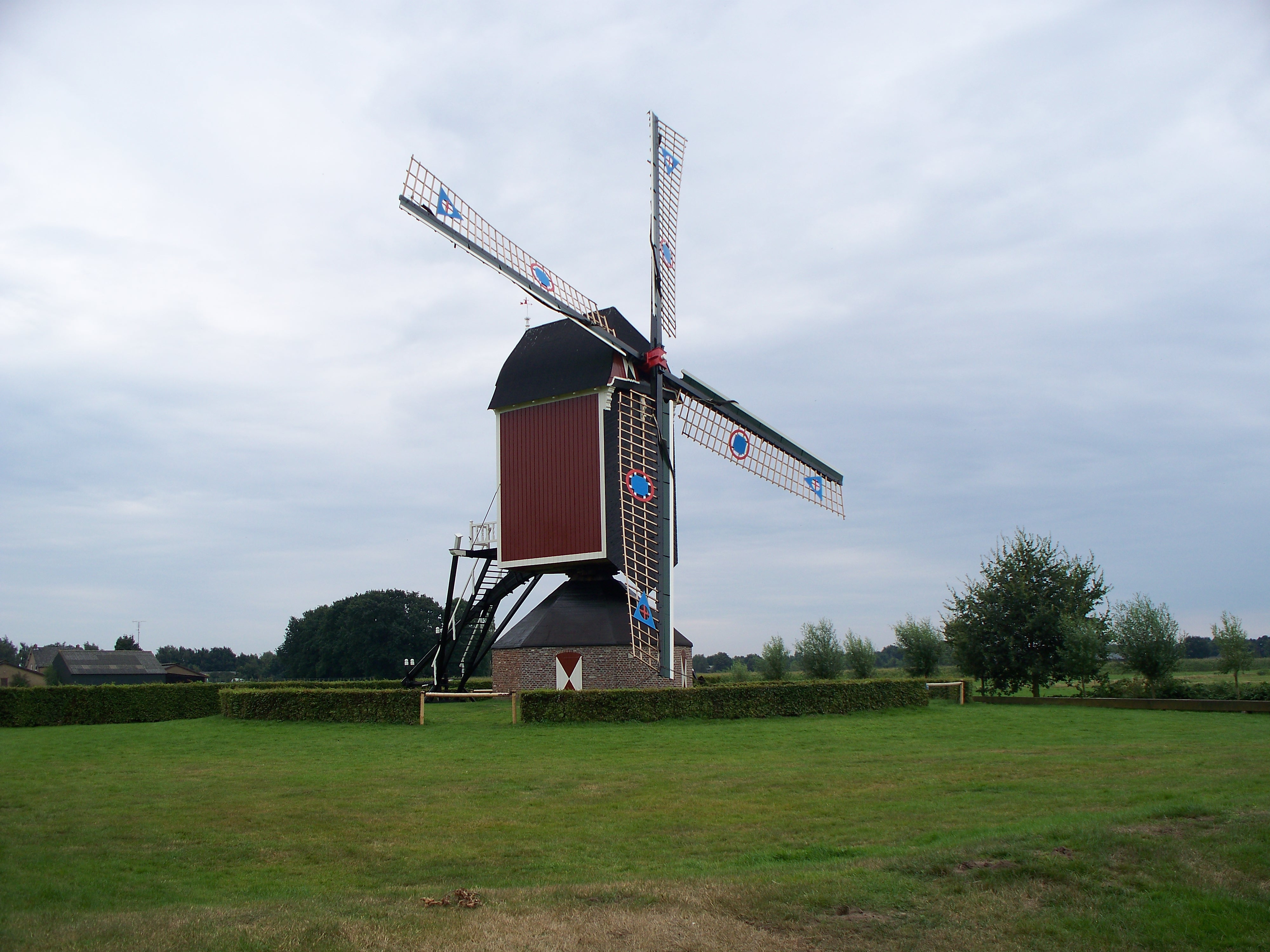
Windmolen Zeldenrust

Omstreeks 1956 werden de eerste stappen gemaakt om planmatige nieuwbouwwijken te bouwen. Richting het zuiden werd een reeks huizen in typische jaren vijftig-stijl gebouwd. Bovendien gingen steeds meer mensen langs de doorgaande wegen in het gebiedje wonen. Vooral de weg tussen 's-Hertogenbosch en Nijmegen was populair. Ook waren nu alle wegen in het dorp verhard. Alleen verlaten polderwegen bleven nog onverhard. Station Geffen, reeds gesloten in 1938, werd in 1971 gesloopt. In het noordoosten breidde Oss zich uit. In deze stad kwamen ook veel voorzieningen waar de bewoners van Geffen op georiënteerd waren en zijn.
Ook in Geffen is een aantal woonwijken gebouwd, voornamelijk in zuidelijke richting. Ook werden er bedrijventerreinen aangelegd. Het grootste aan de zuidkant, in de richting van de in de tussentijd aangelegde A50, en een kleiner in de richting van Oss. Wegens het stijgende inwonersaantal is het aantal winkels toegenomen. Mede hierdoor werd het dorpscentrum en het gemeentehuis naar het zuiden verplaatst. Dit omdat het centrum aanvankelijk nabij de spoorlijn lag maar sinds de uitbreidingen erg decentraal kwam te liggen. Ten behoeve van de landbouw werd de traditionele strookverkaveling omgezet in moderne blokverkaveling. Het natuurgebied ten oosten van Geffen werd sterk aangetast, onder meer door het doortrekken van de A50 naar Oss. Tussen Heesch en de snelweg kwam een bedrijventerrein. Aan de Geffense kant vond zandwinning plaats, waardoor de Geffense Plas ontstond. Hieromheen is een recreatiegebied aangelegd.
Geffen was tot 1993 een zelfstandige gemeente van 1.407 hectare. In dat jaar werd de gemeente samengevoegd met Nuland en Vinkel (dat geen zelfstandige gemeente vormde) om samen de gemeente Maasdonk te vormen. Geffen was het grootste dorp binnen de gemeente. Om deze reden stond het gemeentehuis van de gemeente Maasdonk in Geffen. Op 1 januari 2015 werd de gemeente Maasdonk in twee delen opgesplitst waarbij Geffen opging in de gemeente Oss.

## Bezienswaardigheden
- De Maria Magdalenakerk heeft een 15e-eeuwse toren met drie geledingen. Vooral de derde of klokkegeleding is rijk versierd met twee rijen gekoppelde spitsbogige galmgaten. Het schip uit begin 16e eeuw heeft vijf traveeën. In 1893 heeft een ingrijpende verbouwing plaatsgehad waarbij het dwarspand is toegevoegd en het koor is verhoogd. Het interieur is in neogotische stijl beschilderd. Het interieur heeft nog drie schilderijen uit de oude inventaris, alsmede resten van een communiebank en zes 18e-eeuwse beelden. In het zuiderdwarspand bevindt zich een beeldje van Sint-Joris, dat vermoedelijk laat-15e-eeuws is.
- Molen Zeldenrust, een standerdmolen uit 1621
- Molen De Vlijt, een standerdmolen uit 1601 of 1685
- De Joodse begraafplaats, de oudste van Noord-Brabant.

## Natuur en landschap
Geffen wordt omringd door landbouwgebied. In het noorden ligt een grootschalig poldergebied, waar vroeger de Beerse Overlaat was gesitueerd. Naar het oosten toe is er een kleinschalig gebied wat begrensd wordt door de stadsrand van Oss en diverse autowegen. Tot ongeveer 1900 waren hier nog hakhoutbosjes en dergelijke te vinden maar veel is nadien, in het kader van de schaalvergroting, verdwenen. Hier liggen nog de Geffense Bosjes, een wandelgebied bestaande uit naaldbos. Daarnaast ligt de Geffense Plas, een door zandwinning ontstane recreatieplas.

## Onderwijs
Geffen bezat twee katholieke basisscholen: de "Aloysiusschool" en de "Mariaschool". De eerste werd vanuit de parochie opgezet. De tweede vond de oorsprong uit het werk van de Zusters van Liefde
Nu zijn die twee samengevoegd tot één school: "De Wissel". Deze school is gehuisvest in "de Koppellinck".

## Evenementen
Carnaval in Geffen werd sinds 1956 georganiseerd door de Oranjevereniging. In 1961 werd voor het eerst een kindercarnavalsoptocht georganiseerd. In 1962 meldde de eerste volwassene voor de optocht. In 1963 werd voor het eerst een prins gekozen en was de naam van de carnavalsvereniging, die toen nog onder de Oranjevereniging viel, "de Pompzwengels". Deze naam werd in 1964 overgenomen door de huisdige hofkapel "de Pompzwengels". In 1965 is de naam van Geffen tijdens het carnaval voor het eerst "Rottenrijk". In december 1972 werden de eerste stappen gezet op weg naar een zelfstandige carnavalsstichting. Deze ontstond in 1973 als "Carnavalsstichting Rottenrijk". De naam: "Rottenrijk" stamt af van het feit dat het dorp eeuwenlang verdeeld is geweest in zes wijken of rotten: Papendijkrot, Broekrot, Bergoyensrot, Runsrot, Kerkrot en Hengstrot.
Tegenwoordig is Geffen een dorp van tegen de 5000 inwoners. In 1998 werd met grootse evenementen het 700-jarig bestaan van het dorp gevierd. Ook wordt elk jaar de lokale braderie "Effe noar Geffe" gehouden. Deze braderie is bekend in heel Oost-Brabant. Elk jaar groeit het bezoekersaantal gestaag en in 2004 konden 35.000 bezoekers worden verwelkomd.

## Openbare gebouwen

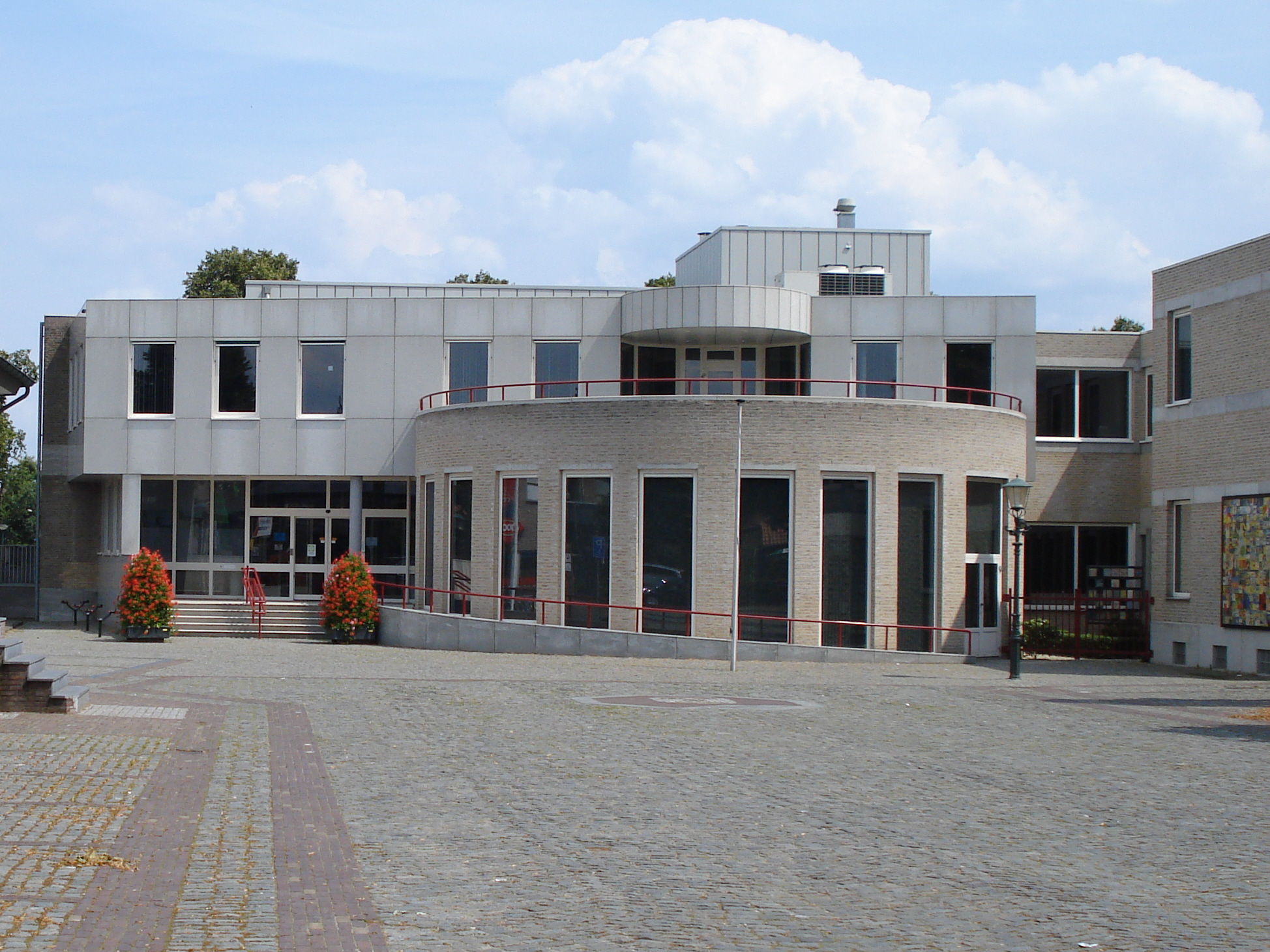
Gemeentehuis van Maasdonk

### Multifunctioneel centrum "De Koppellinck"
In Geffen was al jaren een grote behoefte aan één gezamenlijk verenigingsgebouw dat voldoet aan de wensen van deze tijd. In 2002 ontstond het initiatief om in één gebouw een brede school, een peuterspeelzaal en een verenigingsgebouw te ontwikkelen. In juli 2003 werd een intentieverklaring ondertekend door vier partijen (Schoolbestuur Primair, Platform, Peuterspeelzaal en de gemeente Maasdonk). Om de kwetsbaarheid van het platform te reduceren en een stevige positie te krijgen ten opzichte van de andere partners, werd in december 2006 de Stichting Verenigingsplatform Geffen opgericht, die bijna dertig Geffense verenigingen en stichtingen vertegenwoordigde. Op 27 mei 2008 stemde de gemeenteraad van Maasdonk in met de exploitatieopzet van het gehele Centrumplan. Op vrijdag 13 maart 2009 vond de officiële start plaats en op 5 februari 2010 werd de eerste steen gelegd. Het gebouw werd op 8 juli 2010 opgeleverd. De officiële opening vond plaats op zaterdag 6 november 2010.
Dit gebouw biedt huisvesting aan de basisschool "De Wissel". Daarnaast zullen diverse verenigingen gebruik gaan maken van het pand.

### Gemeentehuis van Maasdonk
Als gemeentehuis van de gemeente Geffen is het pand in de loop der tijd diverse malen uitgebreid. Er werd onder andere een geheel nieuwe vleugel aangebouwd. Ook toen de gemeente Geffen opging in de gemeente Maasdonk, werd het pand uitgebreid. Het pand is medio 2022 gesloopt om ruimte te maken voor woningen en het dorpsplein. 

### Opheffing gemeente Maasdonk
Op 29 mei 2013 hebben de gemeenteraden van Maasdonk, 's-Hertogenbosch en Oss besloten akkoord te gaan met het ontwerp-herindelingsplan, dat inhoudt dat de gemeente Maasdonk per 1 januari 2015 wordt opgeheven en het gebied wordt verdeeld over de twee buurgemeenten 's-Hertogenbosch en Oss. Op 22 april 2014 werd een wetsvoorstel met die strekking door de Tweede Kamer aangenomen, waarna de Eerste Kamer dit op 13 mei 2014 heeft goedgekeurd. Geffen maakt sinds 1 januari 2015 deel uit van de gemeente Oss.

## Geboren
- Christophorus van Vladeracken (1524-1601), humanistisch geleerde
- Simon van den Bergh (1819-1907), Joods boterhandelaar, stond mede aan de wieg van Unilever
- Erik van Lith (1972), bestuurder en voormalig Tweede Kamerlid
- Ruud van Nistelrooij (1976), voetballer
- Dominique Bruinenberg (1993) voetballer

## Nabijgelegen kernen
- Oss, Nuland, Vinkel, Heesch, Lithoijen